# 日本テニス協会
公益財団法人日本テニス協会（にほんテニスきょうかい,英: Japan Tennis Association,略称: JTA）は、日本国内におけるテニス競技を統括する国内競技連盟である。日本スポーツ協会、日本オリンピック委員会、国際テニス連盟に加盟している。

## 歴史
- 1922年 日本庭球協会として発足
- 1923年 国際ローンテニス連盟に加盟
- 1980年 財団法人日本テニス協会として再発足
- 2009年 日本テニス連合結成に参加[1]

## 主な大会
- ジャパン・オープン・テニス選手権
- ジャパン女子オープンテニス
- 全日本テニス選手権
- テニス日本リーグ
- 全日本都市対抗テニス大会
- 全国レディーステニス大会
- 全日本室内テニス選手権大会

## 役員
2019年10月現在
- 名誉総裁 佳子内親王
- 名誉会長 畔柳信雄[2]
- 会長 山西健一郎[2]
- 副会長 坂井利郎[2]、吉田和子（旧姓 沢松）[2]
- 専務理事 福井烈[2]
- 強化本部副本部長 松岡修造

### 名誉総裁
- 初代：秋篠宮文仁親王（1992年（平成4年）4月10日 - 2015年（平成27年）10月9日）[3]
- 第2代：眞子内親王（2015年（平成27年）10月10日 - 2021年（令和3年）10月26日）[3]
- 第3代：佳子内親王（2021年（令和3年）10月27日 - ）[3]

## 関連団体
- 公益社団法人日本プロテニス協会
- 公益社団法人日本テニス事業協会
- 日本女子テニス連盟
- 日本車いすテニス協会
- 日本ハンディキャップテニス連盟
- 全日本学生テニス連盟
- 全国専門学校テニス連盟